# 園田競馬場
園田競馬場（そのだけいばじょう　Sonoda Racecourse）は、兵庫県尼崎市にある地方競馬の競馬場である。主催者は兵庫県競馬組合。2005年8月よりD-Net（地方競馬の統一電話投票システム）に加盟した。

## 概要
猪名川西岸にある競馬場で、南隣は猪名川公園となっている。
元々はアラブのみの競馬場で、当時から質の高いアラブが揃っていたことから「アラブのメッカ」と呼ばれ、全国交流や中央交流が盛んに行われてきたが1999年にサラブレッドを導入、2004年8月17日のレースをもって、園田競馬でのアラブ単独のレースを終了した。なお、それまで開催されていたアラ系重賞は廃止またはサラ系重賞へと移行した。
全盛期に比べると売り上げが減少しているが、インターネット投票の導入等で現在は持ち直している。2012年9月に照明塔が設置され、ナイター開催が可能になってから2020年の姫路競馬場再開までは、兵庫県競馬は園田単独での開催が続いていた。

## 施設概要

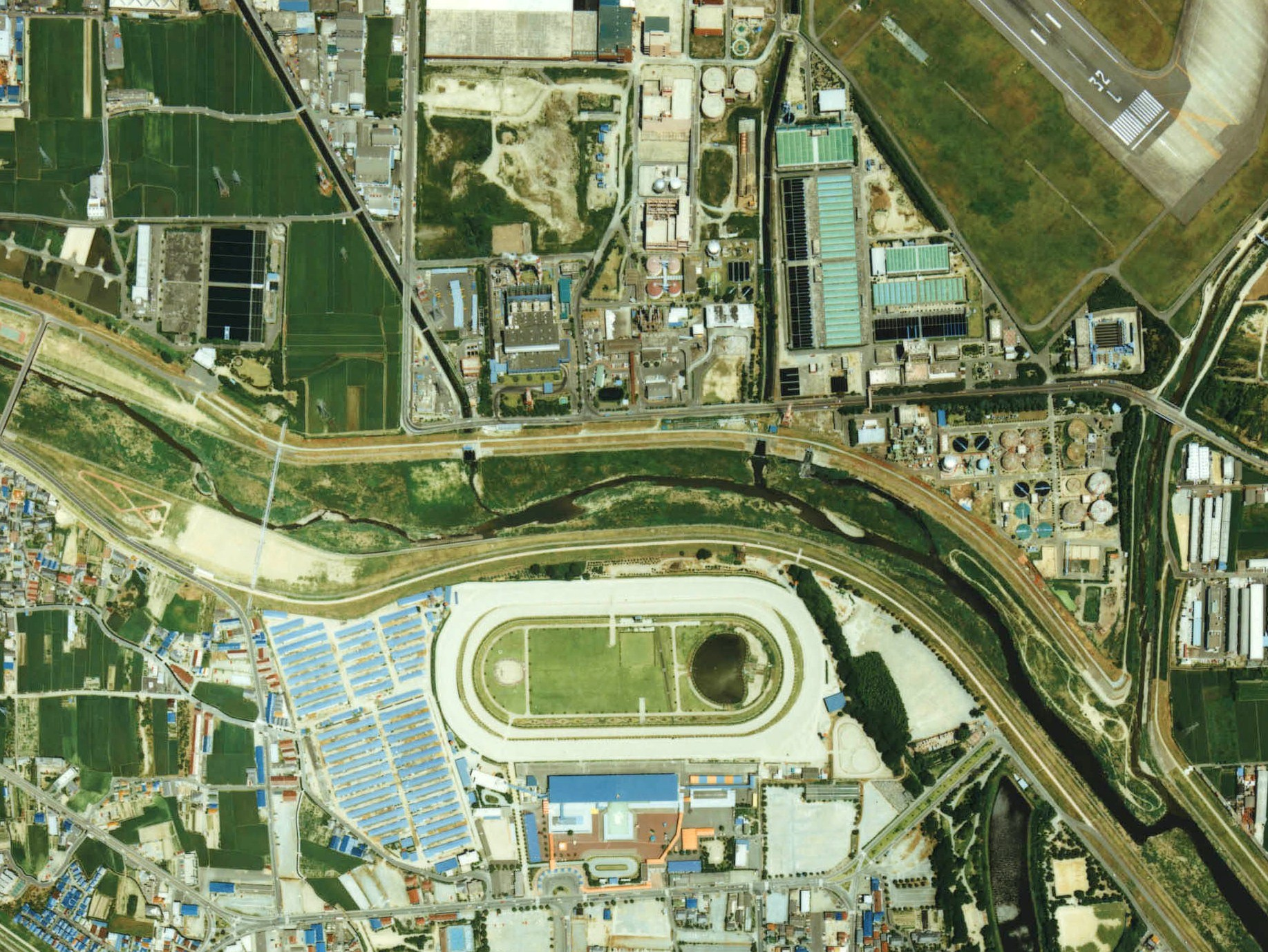
園田競馬場付近の空中写真（1985年撮影）
画像右上に大阪国際空港の滑走路の南端が見える。

- 収容人数：17,400人
- 入場料：100円

### 施行距離
- レース施行距離：820m、1230m、1400m、1700m、1870m、2400m（右周り1051m、直線213m)
  - 改修前：レース施行距離 800m、1300m、1630m、1800m、2300m（右周り1000m、直線228m[1]）

- 1230mは短距離路線の充実を図るため、2004年秋に新設された。
- 2400mについては、2010年～2019年と2021年～2023年は六甲盃でのみ使用されていた。以前は兵庫大賞典、園田金盃、楠賞全日本アラブ優駿が2400mで行われていた。
- 2020年3月19日、「京都府産たまご特別」（4歳以上A1・A2）を重賞以外では初めてとなる2400mで実施した。
- 2024年に六甲盃が距離を1870mに短縮して実施され、これにより2400mの競走は一般の競走でのみ用いられることになった。
- 2024年12月30日に「オッズパーク2024杯」（A1～C1混合特別）が、2400mの競走としては2023年六甲盃以来1年半ぶり、重賞以外での2400mの競走としては4年8ヶ月ぶりに実施された。

他場ではあまり例を見ない中途半端な距離設定となっている。これはサラブレッドを導入し、そのスピードでも十分回れるようにするため、1999年にスパイラルカーブを設置して1周・1100mにする改修を行う予定だったところ、3コーナー付近にある猪名川の自然林に手を入れることが出来ないと判明したため、止むを得ず1051mとした名残である。限られた敷地内を使って無理矢理拡張したことで、向正面が直線ではなく緩い右カーブとなっているのも特徴である。

### 開催日程
これまで、大晦日・元日は初詣などとの混雑緩和のため開催を控えてきたが、1999年度から大晦日開催、2004年度（2005年）から元日開催を実施。元日開催は1965年度（1966年）以来40年ぶりで、この年度は12月28日から1月4日までの8日間連続シリーズとなった。

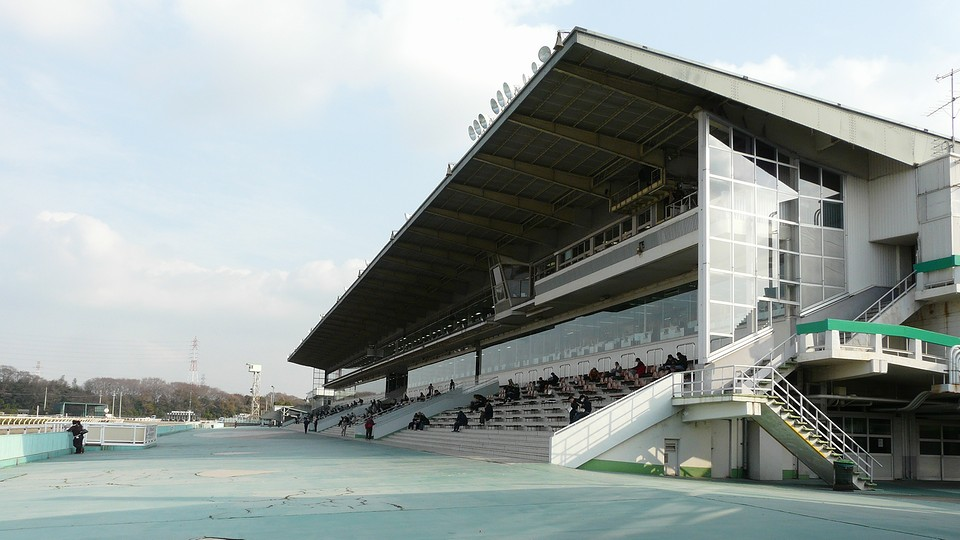
観客席
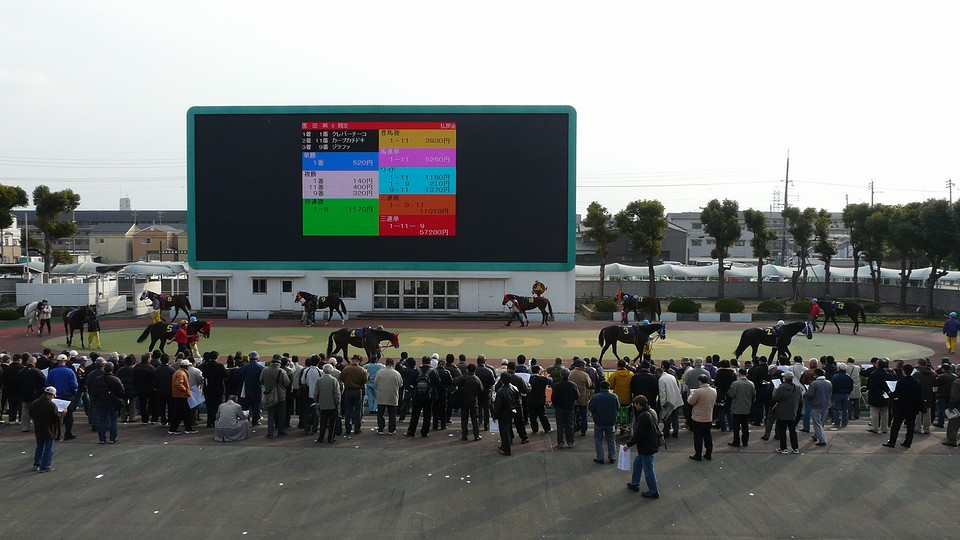
パドック
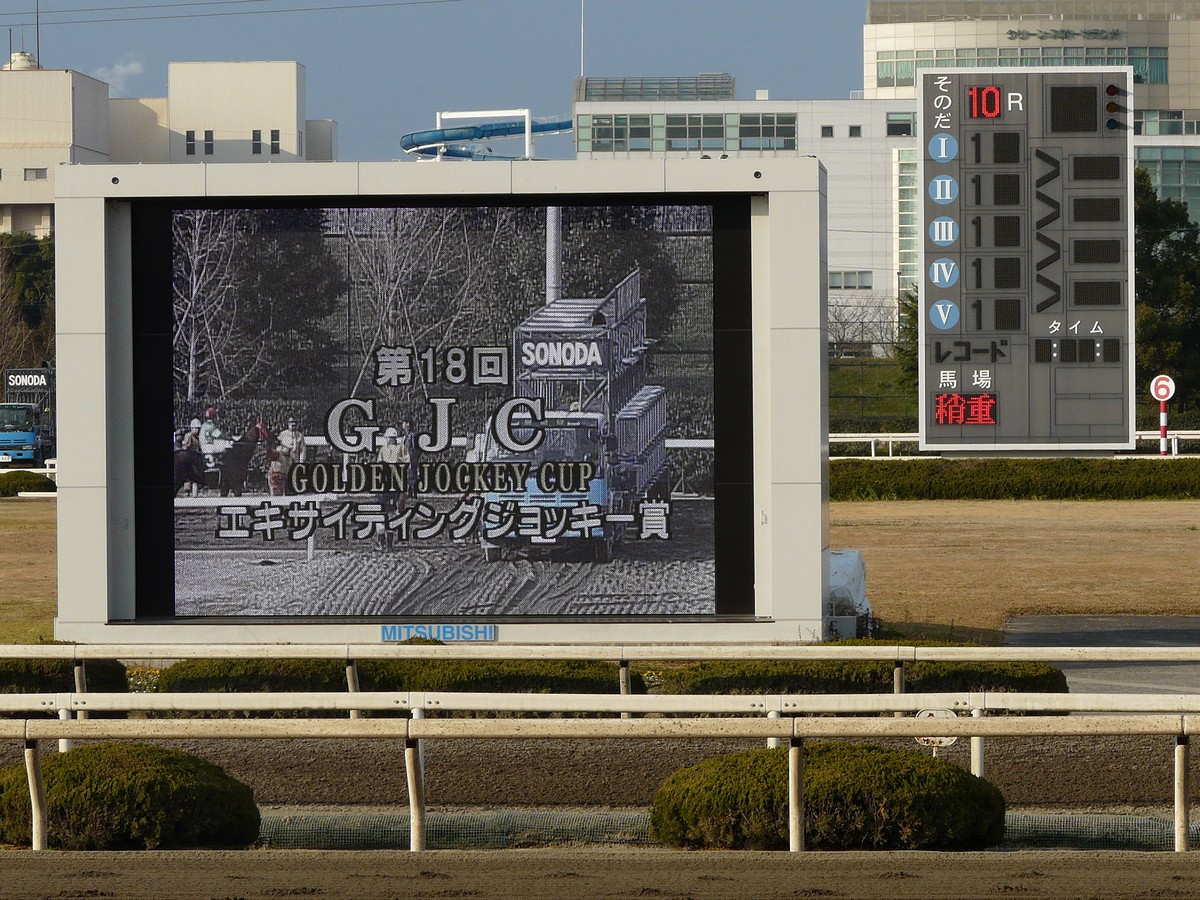
映像装置
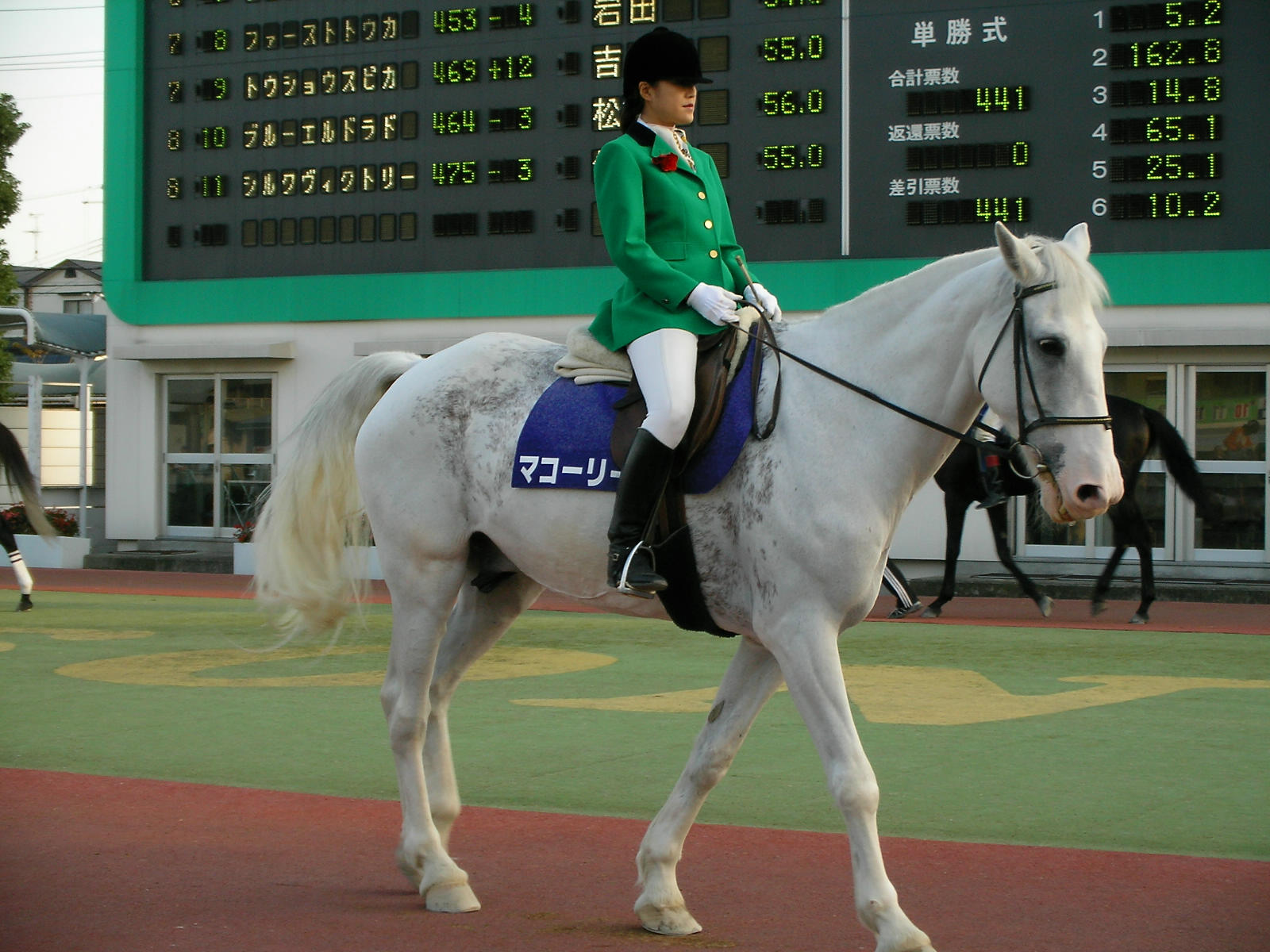
誘導馬マコーリー

### 場内BGM
- ラデツキー行進曲
  - 競走馬がパドックから本馬場へ移動する際に流されるBGM
- 威風堂々
  - 本馬場入場BGM（昼間開催時・ナイター開催の照明灯点灯前）
- 初夏に感じる予感
  - 本馬場入場BGM（重賞レース）
- NIGHT RUN
  - 本馬場入場BGM（ナイターレース）
- 運が良けりゃ（英題「With A Little Bit Of Luck」、映画『マイ・フェア・レディ』劇中歌）
  - 締切5分前のBGM
- 夏の日の恋'76
  - 締切3分前のBGM
- Corn Flakes
  - 締切1分前のBGM

2025年5月14日（第5回園田競馬1日目）より、締切5分前、3分前、2分前はオーディオストックの著作権フリーBGMに変更。

### アクセス
- 阪急神戸本線園田駅より無料送迎バス（阪急バス）が随時運行（姫路競馬場開催、他場開催の場外発売日も運行）。
- 阪神本線尼崎駅より、JR神戸線尼崎駅経由で無料送迎バス（阪急バス）が運行（1日3便。ナイター開催日は5便。園田競馬開催時のみ）。
  - 当初は2009年のゴールデンウィークと夏季に限定運行していたが好評のため、2009年9月から定時運行に昇格した。
- 年末年始やゴールデンウィークなどの多客時のみであるが、北大阪急行千里中央駅からも無料送迎バスが運行されることがある。かつてはJR京都線茨木駅からも運行されていたが、2007年度から廃止となった[6]。
- 地図上では大阪国際空港の近くにあるが、空港ターミナルビルは滑走路を挟んで反対側にあるため、自動車で向かうと遠回りになる。タクシー料金は2,000円弱。

## 馬券発売
○…発売 ×…発売なし
|            | 単勝 | 複勝 | 枠複 | 枠単 | 馬複  | 馬 単 | ワイド | 3連複 | 3連単 |
| ---------- | ---- | ---- | ---- | ---- | ----- | ----- | ------ | ----- | ----- |
| 園田競馬場 | ○    | ○    | ○    | ×    | ○     | ○     | ○      | ○     | ○     |
| 払戻率     | 80%  | 80%  | 75%  | -    | 77.5% | 75%   | 75%    | 72.5% | 72.5% |

- 開催中は毎日姫路競馬場で場外馬券を発売。
- 園田競馬場・姫路競馬場開催時の火曜・水曜・木曜はウインズ神戸B館でも場外馬券を発売する。
- 2005年秋にウインズ難波での場外発売を試験的に行い、（2005年は11月3日、11月23日、12月28日の3日間）2006年以降は原則週1回発売することとなった。（通常は水曜もしくは木曜だが、週により発売なし、あるいはダートグレード競走開催日や祝日に振り替える場合もある）2011年1月13日からは原則として毎週水･木曜日に拡大した（ただし月・火・金曜日が祝日場合でも場外馬券は発売されない）。2021年以降は新型コロナウイルス感染拡大防止の観点から場外発売・払戻が休止され、2023年1月31日に兵庫県競馬組合は正式に場外発売・払戻を再開しないことが発表された[8]。
- 2008年6月12日（姫路競馬場外は2008年7月17日）までは園田競馬場における3連単の発売は、最終競走から数えて4競走（11競走施行の場合、第8～11競走の4競走）に限られていた。現在は全レース購入可能。
- 2008年10月28日より三木市吉川町の競輪場外車券売場サテライト阪神の施設を一部利用して、兵庫県競馬直営初の場外発売所「DASHよかわ」でも全開催日・全レースを発売する（払い戻しは原則として兵庫県競馬開催日のみ行う）。
- 2013年3月に廃止となった福山競馬場の「DASH柳津（旧シャトル柳津、2021年3月21日営業終了[9]）」と「DASH福山駅前（旧福山駅前場外発売所）」が兵庫県競馬組合へ移管され、DASH柳津は同年6月19日より、DASH福山駅前は同年6月26日より園田と姫路の場外として再開された。
- 2014年10月22日より和歌山市に場外発売所「DASH和歌山」として園田・姫路競馬の全競走と地方競馬の広域場外競走を発売開始[10]。
- 2015年1月15日より香川県観音寺市のサテライト観音寺の施設を一部利用しての、場外発売所「DASH観音寺」で園田・姫路競馬の全競走と地方競馬の広域場外競走を発売開始[11]。
- 2015年2月24日、大阪市中央区に場外発売所「DASH心斎橋」を開設し、園田・姫路競馬の全競走と地方競馬の広域場外競走の発売を開始した[12]。
- 2015年3月24日、広島県呉市のボートピア呉が入居する施設の別構内に、場外発売所「DASH呉」を開設し、園田・姫路競馬の全競走と地方競馬の広域場外競走の発売を開始した[13]。

## そのだ金曜ナイター ・ 薄暮開催

### そのだ金曜ナイター

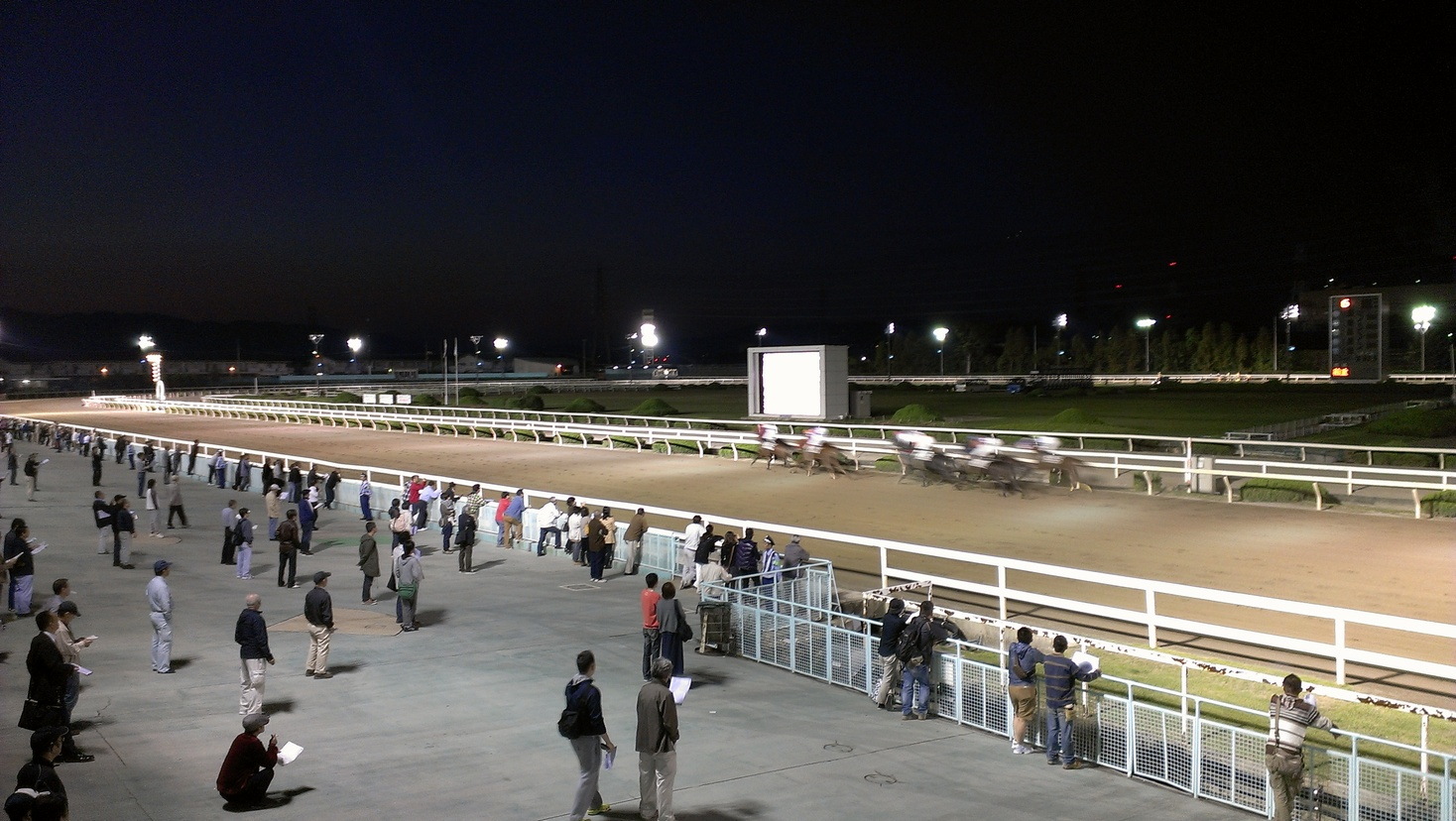
「その金ナイター」スタンド前

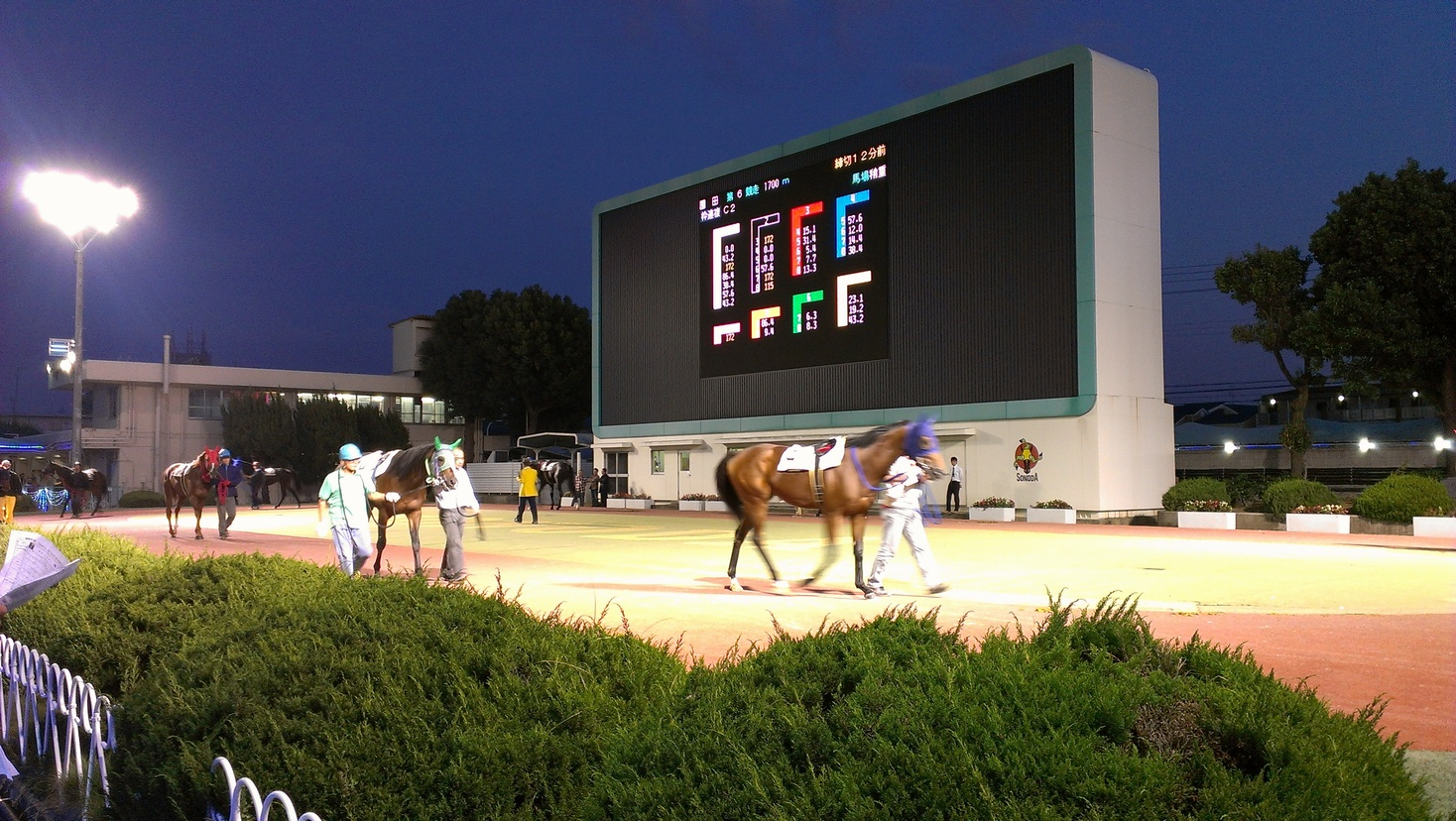
「その金ナイター」パドック

2011年頃に、園田競馬が「翌年からナイター競走の開催を予定している」と報じられた。ナイター競馬の開催は大井競馬場・川崎競馬場・門別競馬場・高知競馬場と並んで5場目である。ところが、同年9月26日に一人の兵庫県議が周辺住民を対象として導入の是非を問うアンケートを実施したところ、回答者の約7割が反対の意思を示した。これを受けて兵庫県議は、兵庫県競馬組合の管理者に対してナイター開催の計画中止を求める申し入れ書を提出した。
園田競馬は、2012年夏に姫路競馬場での代替開催を行い、その間にナイター設備の設置工事を実施、9月7日から11月9日までの毎週金曜日に園田競馬をナイターで開催する方針が報じられた。なお当面ナイターは金曜日のみとするが、冬季期間は金曜日でもナイターを行わない。
その後、この名称を「そのだ金曜ナイター（その金ナイター）」とすることが決定。
2021年からナイター照明に映えるようオーストラリア産の白砂をコースに採用している。
各年のナイター開催日時
- 2012年度：9月～11月に予定していた火曜日開催を中止し、金曜のナイター開催を合計10日割り当てた。これ以後も当該期間は火曜日の開催を止め、水・木・金の3日間開催とした（ナイターのシーズンオフ期間は原則火・水・木の3日間開催）。
- 2013年度：4月5日～11月8日
- 2014年度：5月16日～11月14日
- 2015年度：5月22日～11月6日
- 2016年度：6月3日～10月21日[18]
- 2017年度：4月28日～10月20日[19]
- 2018年度：4月27日～10月26日
- 2019年度：5月3日～11月8日
- 2020年度：5月15日～10月30日
- 2021年度：5月14日～10月29日
- 2022年度：4月29日～10月14日
- 2023年度：4月28日～10月27日

ナイター開催時の概要　
- 開場：14時
- 第1競走発走：15:10（12レース開催日は14:50）
- 最終競走発走：20:30
- 閉場：21時
- 馬券の場外発売

姫路競馬場、DASH場外（よかわ、柳津、福山駅前、和歌山、心斎橋、呉）、電話投票（楽天競馬、オッズパーク　プッシュフォン・インターネット。
日本中央競馬会が行う「IPAT投票」は、土曜日の開催準備の関係で当面は即PAT、A-PATとも発売しない）
- 無料送迎バスを11台に増便

### 薄暮開催
- 2020年3月より不定期に（主に南関東4場のうち、唯一ナイター開催を行わない浦和競馬場[注釈 5]の開催日と重複する日）薄暮開催が実施するようになった。
- その金ナイター実施期間は水・木の開催、ナイターオフシーズンでは曜日を問わず実施される。
- 開門を11時45分頃に設定され、（いずれも12レース制実施の場合、）第1競走の発走を概ね12時30分前後、最終競走の発走を概ね18時30分前後に組まれるケースが多い。なお、ダートグレード競走・JRA指定交流競走については、昼間開催のメインレース実施時間帯に相当する16時前後に発走する。
- 2023年からは「そのだサマー競馬」として、夏季に薄暮競馬を行うようになった
- 2023年は5月2日から8月17日までナイター開催の金曜日以外全日程（5月2日は火曜日だがゴールデンウィークにつき開催。以後は毎週水・木曜を薄暮、金曜はナイター）で実施[20]。
- 2025年は6月17日から8月28日までナイター開催の金曜日以外全日程で実施予定
- 毎日放送テレビの「よんチャンTV・憤マン」の2022年3月放送分の取材で、ナイターについては上記の通り週1回・夏季の金曜日限定で容認したが、「今後、協議の必要が生じた場合は、競馬場側と住民側とで話し合い解決する」としつつ、2020年の春季から周辺住民の事前説明なしにナイターに近い状態で薄暮開催されたこと、特に日没が早くなる冬至前後の11-1月はナイターとほぼ同等状態の開催になったことを受け、主催者の兵庫県競馬組合は「新型コロナウィルスの対策で、通常日中は17時閉門だが、そこからお帰りになられるとラッシュ時の18時ごろに当たるので、『三密』にならないように」という理由で薄暮開催実施の経緯を説明。そのうえで薄暮開催は「コロナによる無観客競馬が当時行われ、その時点では周辺住民への影響がないため、特に説明しておりませんでした」と主張するが、競馬場周辺の自治会長は「暗くなったら治安が悪いので、ナイターは週1回という取り決めを守るべき」と訴えている[21]。薄暮開催は2022年度も12月まで開催されたが、2023年度以降8月までに設定され、9月以降は行われない。最終競走も日没前の発走となる。

## 主な競走
出典:

### ダートグレード競走
- 兵庫チャンピオンシップ （JpnII）
- 兵庫ジュニアグランプリ （JpnII） - 2歳馬限定オープン、未来優駿対象競走
- 兵庫ゴールドトロフィー （JpnIII）
- 兵庫女王盃 （JpnIII） - 2024年より施行

2008年はこのほかジャパンブリーディングファームズカップ（JBC）競走を施行した。

### 2歳馬限定戦
- 兵庫ジュベナイルカップ （重賞II）
- 園田プリンセスカップ （重賞II） - GRANDAME-JAPAN、阪神ジュベナイルフィリーズトライアル競走代表馬（近畿・北陸・東海地区）選定競走
- ネクストスター園田（重賞I） - 未来優駿指定
- 園田ジュニアカップ （重賞I）

### 3歳馬限定
- 兵庫ユースカップ（重賞II）
- 菊水賞 （重賞I） - 兵庫三冠1戦目
- のじぎく賞 （重賞I） - GRANDAME-JAPAN
- 兵庫優駿 （重賞I） - 兵庫三冠2戦目、2023年までは兵庫ダービーの名称であった、（また2023年までは兵庫三冠3戦目）
- 園田オータムトロフィー （重賞I） - 2018年新設、2024年より兵庫三冠3戦目、2023年までは重賞IIに格付けされていた
- 楠賞 （重賞I） - 2018年に再開
- 西日本クラシック（重賞I）- 東京ダービー指定競走、2024年新設[23]

### 古馬
- 新春賞 （重賞I）
- コウノトリ賞 （重賞I） - 2011年以降は実施されていなかったが、2024年より再開
- 兵庫大賞典 （重賞I）
- 六甲盃 （重賞I） - 2023年までは園田競馬で唯一、2400mで実施されていた重賞競走
- 園田FCスプリント （重賞II） - 園田競馬唯一の820mで実施される重賞競走
- 兵庫サマークイーン賞 （重賞I） - GRANDAME-JAPAN
- 摂津盃 （重賞I）
- 園田チャレンジカップ （重賞II） - マイルチャンピオンシップトライアル競走代表馬選定競走
- 姫山菊花賞 （重賞I）
- 兵庫ゴールドカップ （重賞II） - 園田競馬唯一の1230mで実施される重賞競走
- 兵庫クイーンカップ （重賞II）
- 園田金盃 （重賞I）

### 騎手招待
- ゴールデンジョッキーカップ
- ヤングジョッキーズシリーズ（2017年よりトライアルラウンド、2020年・2024年からはファイナルラウンドを開催）

### JRA認定 2歳認定競走
- アッパートライ（1着賞金250万円）

### 不定期・他場との持ち回りで施行される重賞・競走
- 西日本3歳優駿（旧・西日本ダービー）

笠松・名古屋・金沢・高知・佐賀との持ち回り開催。兵庫では2016年（第1回）以降6年に一度、園田にて施行
- スーパージョッキーズトライアル→地方競馬ジョッキーズチャンピオンシップ

地方競馬全国持ち回り開催。園田でも不定期に施行
- ネクストスター西日本（3歳戦・2024年新設）

### 廃止・休止となった重賞・競走
- 楠賞全日本アラブ優駿

アラブ競走の廃止を受け現行の楠賞に競走形態を変更。開催回次は継続された。
- 全日本アラブクイーンカップ
- フクパーク記念
- 園田フレンドリーカップ

園田FCスプリントに発展解消。回次の引き継ぎはなし。
- インターナショナルジョッキーカップ
- 園田クイーンセレクション / 園田ウインターカップ

上記2競走は2021年より姫路競馬場での開催に移行。

## レコードタイム
| 距離   | タイム | 馬名               | 斤量 | 騎手     | 記録レース                                  |
| ------ | ------ | ------------------ | ---- | -------- | ------------------------------------------- |
| 820m   | 0:48.1 | エイシンマロニエ   | 57kg | 川原正一 | 2012年6月21日 11R（園田FCスプリント）       |
| 1230m  | 1:15.5 | ベストタイザン     | 56kg | 下原理   | 2008年5月29日 11R（園田フレンドリーカップ） |
| 1400ｍ | 1:25.3 | マイタイザン       | 57kg | 杉浦健太 | 2020年3月11日 10R                           |
| 1700m  | 1:46.3 | トロットヒーロー   | 51kg | 岩田康誠 | 2003年8月14日 11R（摂津盃）                 |
| 1870m  | 1:56.7 | ヴァーミリアン     | 57kg | 武豊     | 2008年11月3日 11R（JBCクラシック）          |
| 2400m  | 2:35.9 | マルヨフェニックス | 56kg | 尾島徹   | 2011年3月9日 11R（六甲盃）                  |

※出典：そのだけいばHP

## 中継・関連番組
2009年4月より、スカパー!の鉄道チャンネル（255ch）で開催日に無料放送（ノースクランブル放送）の「園田競馬」中継を放送していたが、標準画質放送の終了に伴い2014年3月末で終了した。
2014年4月からは地方競馬ナイン（701chか702ch）で中継を開始している。当初は当チャンネルの開局を機にスカパー!での中継から撤退するとしていたが、開局直前になって急遽中継を行うことが決まった。ただしばんえい競馬、ホッカイドウ競馬、名古屋競馬場、高知競馬場での中継を優先するため、中継しない日がある。そのため、地方競馬ナインで中継しない日は寄席チャンネル（542ch）で中継を補完している。
グリーンチャンネルではダートグレード競走及び園田金盃（2012年・2020年～）・兵庫ダービー（2020年〜）等の１着賞金1000万円以上の重賞競走を中継放送している（詳細はグリーンチャンネル地方競馬中継を参照）。
サンテレビでは2015年9月まで開催当日の夜に「競馬ダイジェスト」を放送していた。
2014年5月16日から、ラジオ大阪で「OBCドラマティック競馬 金曜版 そのだ金曜ナイター中継」と題し、 ナイター開催期間中の毎週金曜日に放送する。
ラジオ関西では土曜日の「競馬ノススメ」内で「園田競馬ホットレポート」として園田競馬の話題を放送していた（2025年3月29日まで）。かつては全曜日で、その後も毎週月 - 金曜日の17:43から「競馬レポート」として独立した番組を放送していた。
インターネット中継は開始時期不明だが「地方競馬ライブ」、2017年9月29日から、ニコニコ生放送の「ニコニコ競馬チャンネル」でも開始された。2022年4月からと思われるがYoutubeでもライブ中継も行っている。

## その他
- 競馬に造詣の深い三浦太郎が英知大学で教授を務めていることもあり、2003年に「英知大学賞」が創設された。年一回の施行で出走条件などは決まっておらず、競走後の表彰式にはミス英知が参加していたが、2007年に「聖トマス大学」へ改称されることにより廃止された。学内で「カトリックの聖人の名をギャンブルと組み合わせるのはいかがなものか」という意見が強かったのも一因[26]という。
- オリックス・バファローズが神戸市を本拠地としていた頃（「ブルーウェーブ」時代）、園田競馬で「ブルーウェーブ特別」（2005年は「バファローズ特別」）という特別競走を実施したことがある。
- 2008年11月3日に、地方競馬の祭典として1日にJpnI競走を複数回行う「JBC」が園田競馬場で開催された。 当時はJBCレディスクラシックが存在せず、JBCスプリント（優勝馬はバンブーエール）、JBCクラシック（優勝馬はヴァーミリアン）が実施された。近畿地方で初の開催ということもあって当日は22,174人の観衆を集めて盛大に行われ、園田競馬の1日売り上げも関係者の予想を大幅に上回る20億5584万900円を記録、園田競馬場開設以来のレコードを記録した。

JBC開催に向けて、7月27日に施設改修がほぼ完了した。この施設改修にはJRAからの援助を受けている。具体的には
1. 入場門の改修 - 一部の地方競馬場・競艇場などで設置されているような「コインゲート[注釈 7][注釈 8]」の設置。
2. 招待席の増設 - 「ホワイトルーム」と呼ばれる、事前申し込みで利用可能な招待席の増設。その一部を女性専用とし、座席数も40席から「32席（ホワイトルーム1）＋34席（ホワイトルーム2）の計68席」に大幅に増加した。さらに女性ファン獲得のため、女性向けのイベントとして期間限定で「園田競馬体験ツアー」を企画していた。
3. スタンド4階「特別観覧席」の改修 - 座席シートの変更や天井、床の改装を実施。一部モニターを液晶モニターへ変更した。これにより座席数は400席から283席へ減少した。
4. 本馬場走路の改修 - 本馬場の路面を全面改修
5. 食堂の増設 - JBC開催へ向け、2008年8月5日に3件のフードコート形式の食堂が開設された。

- 園田競馬の一般・特別競走で出走馬が使用しているゼッケンは、中央競馬のゼッケンで馬名入りが採用される前に使用していたものとフォント、形がほぼ同じである。特別競走についてはクラスの違いでゼッケンの色が異なる。
- 騎手の勝負服は騎手個人の服色ではなく、枠番ごとにデザインが決められ、色も騎手帽の色と同様のものが採用されていた。現在は騎手独自の勝負服へ変更されている。
- 年間を通じて、兵庫県内の全自治体に因んだ特別競走（市町特別）が行われる。この取り組みは大井競馬場でも同様のものが実施されている。
- 2010年1月26日より、インターネットのオッズパークで重勝式のOddsPark LOTOが発売されるようになった。
- 2015年10月4日、実際の競走で使用している走路を人間が走る「ダートランinそのだけいば」が開催された[27]。2023年開催の「そのだけいばダートランニング」では、スーパースプリント（300m）・チャンピオンシップ（5,555m）・オッズパーク杯ゴールドトロフィーリレーマラソン（21.32km[注釈 9]）の3種目が実施された[28]。
- 園田競馬場の西側には厩舎が併設されているが、昭和30年代までは、競馬場周辺に厩舎が分散しており、調教や競馬に出走する馬は、厩舎から競馬場へ一般道を歩いて向かっていた。その後競馬場内に厩舎が建設されたが、全競走馬を収容出来なかった為、昭和50年代前半まで、一部の厩舎は競馬場外に残っていた。これらの厩舎は、一旦姫路競馬場内の厩舎に移動し、さらに1980年に開設された西脇馬事公苑に移動した。
- 園田競馬場の現在の入場門は、1968年に設置されたもので、それ以前の入場門は、現在の無料送迎バス乗降場の北側にあった。1968年の競馬場内整備の際、パドックを場内右奥から現在の位置に移設するのに併せて、入場門も移設した。
- 大相撲2019年3月場所から田子ノ浦部屋が宿舎に園田競馬場を使うこととなり、田子ノ浦部屋とはコラボレーションの関係となった[29]。

## 周年記念
- 毎年11月（以前は10月）に開催される1節を「兵庫県競馬組合設立記念シリーズ」として開催している。これは、1981年に兵庫県営競馬が兵庫県競馬組合の設立に伴い移行したことを記念したもので、アラブ系が主流だった時代には全日本アラブクイーンカップや六甲盃を中心に編成していたが、サラブレッド主流になって以後は統一グレードGIIの「兵庫ジュニアグランプリ」と地方交流の牝馬限定重賞・兵庫クイーンカップを中心に開催している。
- またこの期間中は芸能人によるトークやライブショーも開かれている。